# Saint-Saturnin (Cher)
Saint-Saturnin település Franciaországban, Cher megyében. Lakosainak száma 440 fő (2022. január 1.). Saint-Saturnin Châteaumeillant, Préveranges, Saint-Maur, Saint-Priest-la-Marche, Sidiailles, Lignerolles és Pérassay községekkel határos.

## Népesség
A település népessége az elmúlt években az alábbi módon változott:
| Lakosok száma | 830  | 605  | 513  | 433  | 417  | 418  | 422  | 426  | 429  | 440  |
|               | 1968 | 1982 | 1990 | 2006 | 2013 | 2015 | 2017 | 2019 | 2020 | 2022 |